# Gerolstein
Gerolstein est une ville allemande , sise dans l'arrondissement de Vulkaneifel (Rhénanie-Palatinat). Productrice d'eaux minérales de l'Eifel, elle est dominée par son château médiéval. La ville est aussi le chef-lieu du Verbandsgemeinde de Gerolstein.

## Utilisation du nom dans la culture
Le Grand-duché Gerolstein est également un pays imaginaire d'Europe centrale, rendu célèbre en 1867 par l'opéra de Jacques Offenbach La Grande-duchesse de Gérolstein. 
Toutefois, le grand-duché de Gerolstein avait déjà été évoqué par Eugène Sue dans Les Mystères de Paris (1842-1843). Son souverain, le grand-duc Rodolphe, mystérieux héros du récit, séjourne incognito à Paris. Il apparaît également dans le roman Prince Othon de Robert Louis Stevenson (1885).

## Économie
L'eau de Gerolstein est mise en bouteille sous la marque Gerolsteiner Brunnen, sponsor d'une équipe cycliste pendant dix ans, de 1998 à 2008.

## Jumelages
- Digoin (France)

## Personnalités liées à la ville
- Alice Creischer (1960- ), artiste.

## Galerie

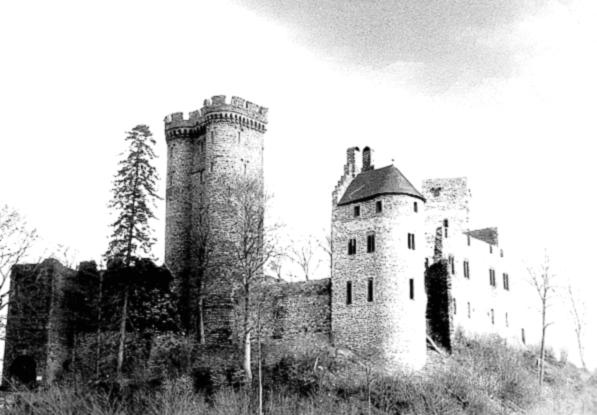
Les ruines du château de Kasselburg.
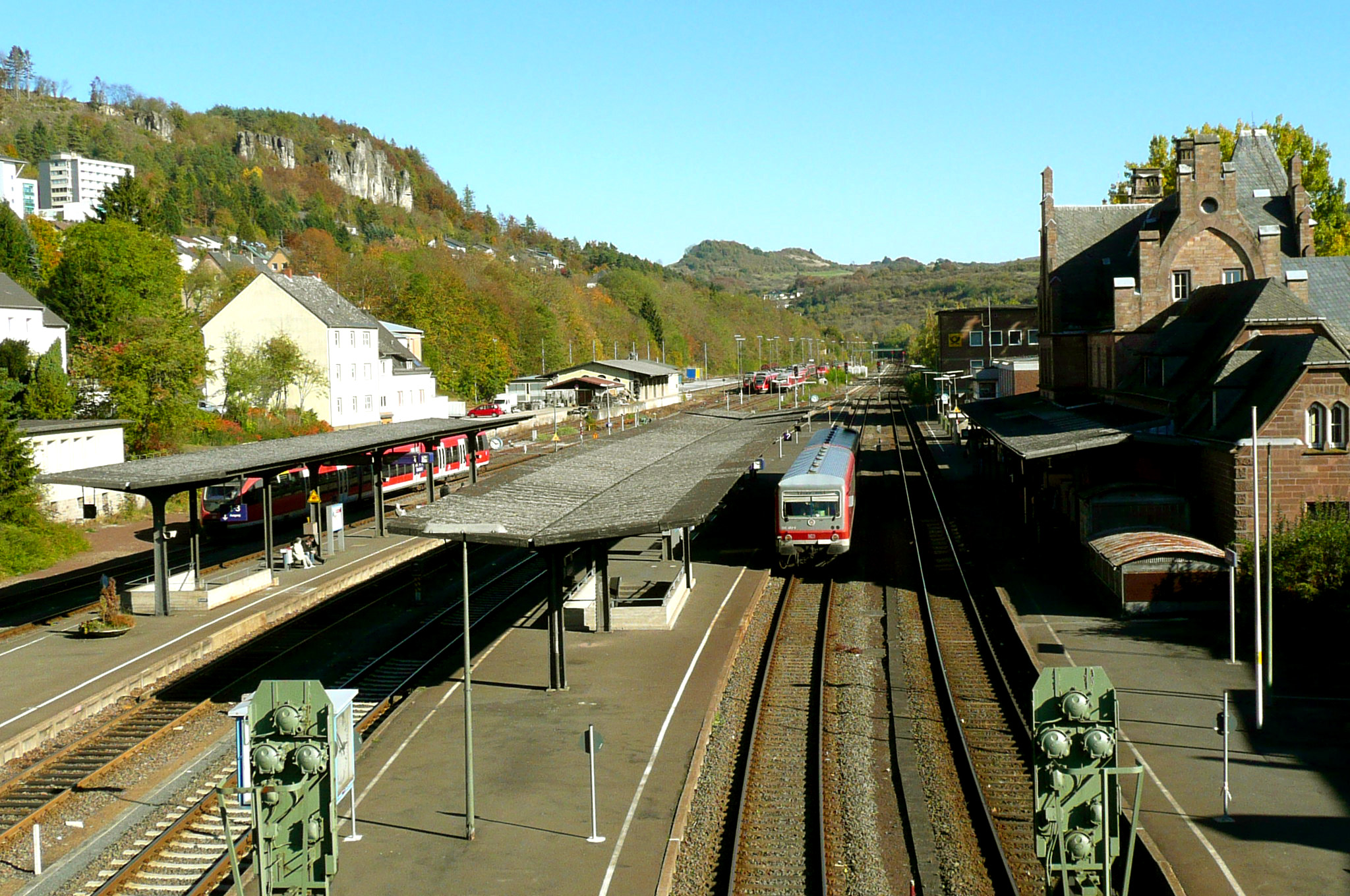
La gare en 2007.